# 喬治敦 (阿肯色州麥迪遜縣)
喬治敦（英語：Georgetown）是位於美國阿肯色州麥迪遜縣的一個非建制地區。該地的面積和人口皆未知。

## 地理
喬治敦的座標為35°59′44″N 93°49′53″W / 35.99556°N 93.83139°W，而該地的平均海拔高度為420米（即1378英尺）。